# Pierre Émile Pécarrère
Pierre Émile Pécarrère, né en 1816 à Pau et mort en 1904 à Gelos, fut l'un des premiers photographes primitifs qui exercèrent en Espagne.
Plusieurs de ses photographies figurent dans la désormais célèbre collection de la duchesse de Berry.